# Емил Янчев
Емил Емилов Янчев е български футболист, който играе като полузащитник за български тим от ЕФБЕТ Първа лига ПФК „Локомотив“ (Пловдив).

## Кратка спортна биография
Янчев е роден във Варна. Започва да тренира футбол в ДЮШ на ПФК „Черно море“ (Варна), като преминава през всички гарнитури на клуба. Прави дебюта си в първия тим на клуба, при поражението с 0:4 като гост на „Лудогорец“ в Разград, на 1 май 2017 г., влизайки като смяна на Николай Минков.
На 6 юли 2017 г. той подписва първия си професионален договор с родния клуб.
През лятото на 2021 година преминава в редиците на ПФК „Локомотив“ (Пловдив).